# Macrodactylus sulphureus
Macrodactylus sulphureus är en skalbaggsart som beskrevs av Blanchard 1850. Macrodactylus sulphureus ingår i släktet Macrodactylus och familjen Melolonthidae. Inga underarter finns listade i Catalogue of Life.